# Keltie Hansen
Keltie Hansen (né le 13 mai 1992) est une skieuse acrobatique canadienne. Elle a gagné une médaille de bronze de half-pipe lors du Championnats du monde de ski acrobatique 2011. 